# افتر
اَفتَر یا هَفدَر یکی از روستاهای شهرستان سرخه در استان سمنان ایران است. روستای نمونه گردشگری «افتر»، مرکز دهستان هفت در (افتر) از توابع بخش مرکزی شهرستان سرخه در فاصله ۲۵ کیلومتری شمال غربی شهر سرخه و ۳۵ کیلومتری شمال غربی شهر سمنان در ارتفاع ۲۱۱۰ متری از سطح دریا قرار دارد

## جمعیت
بر اساس سرشماری سال ۱۳۸۵، جمعیت این روستا ۹۱۴ نفر (۲۲۰ خانوار) بوده‌است. بخش قابل توجهی از جمعیت افتر در سال‌های اخیر به شهرهای سمنان، تهران، ساری، آمل، بابل، نور و سرخه مهاجرت کرده‌اند. همچنین زبان بومیان این روستا نیز گویش افتری می‌باشد گویش افتری گویشی از خانواده زبان‌های کومشی می‌باشد که توسط مردم روستای اَفتَر (هَفدَر)، از توابع شهرستان سرخه، استان سمنان صحبت می‌شود که همچون گویش سنگسری تحت تأثیر زبان مازندرانی (طبری) قرار دارد. گویش افتری برای تمامی گویشوران زبان‌های کومشی همچون سمنانی، سرخه ای و غیره قابل فهم می‌باشد.

## اقتصاد
به خاطر وجود معدن‌ها و کارخانه‌های گچ در اطراف روستا و وجود مراتع، دامداری مبتنی بر کوچ، کامیون‌داری، باغداری و زراعت از شغل‌های اصلی مردم افتر به‌شمار می‌روند.

## آثار باستانی منطقه
آثار باستانی و اماکن مذهبی روستای افتر از این قرارند:
- قلعهٔ افتر[۷]
- امامزاده علی افتر
- مغار افتر
- امامزاده اسماعیل

## ییلاقات افتر
عشایر افتری در تابستان به سه روستای ذیل (به ترتیب وسعت و جمعیت) واقع در شهرستان فیروزکوه کوچ می‌کنند:
- ییلاق طارن: متشکل از طایفه‌های حمیدی، عمادی، زیاری ،محمودی و ولی است.
- ییلاق کلارخان: این ییلاق افتری‌ها فقط محل اسکان طایفهٔ زیاری‌ها می‌باشد.
- ییلاق گورسفید: متشکل از طایفه‌های حمیدی، زیاری، حیدری؛ محمودی، جلالی، عمادی، ولی، طیبی و نوروزی.

## عشایر
عشایر طایفه مستقل افتری ۴٫۲ درصد از جمعیت عشایری استان سمنان را شامل می‌شوند و تنها عشایر مستقل شهرستان سرخه می‌باشد. بر اساس آمار سال ۱۳۷۷ جمعیت عشایر افتری برابر با ۳۹۲ نفر (۷۹ خانوار) بوده‌است که از این لحاظ مرتبه ۱۵۹ را در بین ۵۹۲ طایفه مستقل کشور دارا بوده‌اند.